# Derbyshire Dales
Derbyshire Dales est un district non-métropolitain du Derbyshire, en Angleterre.
La majeure partie du district est située dans le parc national de Peak District. Sa population réside essentiellement au bord de la Derwent.
Le district de Derbyshire Dales jouxte les districts de High Peak, Amber Valley, North East Derbyshire et South Derbyshire dans le Derbyshire et le district de Sheffield dans le Yorkshire du Sud.
Le conseil de district siège à Matlock. Le district a été créé le 1er avril 1974, sous le nom de West Derbyshire. Il a adopté son nom actuel en 1988. Le district est issu de la fusion des districts urbains de Ashbourne, Bakewell, Matlock et Wirksworth et des districts ruraux d'Ashbourne et de Bakewell.

## Source
- (en) Cet article est partiellement ou en totalité issu de l’article de Wikipédia en anglais intitulé « Derbyshire Dales » (voir la liste des auteurs).